# Monadnock Mountain (Vermont)
Monadnock Mountain, ook wel genoemd Mount Monadnock, is een berg van het type inselberg gesitueerd in Lemington in de noordoosthoek van de Amerikaanse staat Vermont. De berg heeft een hoogte van 960 meter en kijkt uit over de Connecticutrivier en de stad Colebrook.